# Roger Couard
Roger Couard, né le 25 août 1911 à El Achir près de Bordj Bou Arreridj, ancien département de Constantine, Algérie française et mort le 31 mars 2001 à Marseille, est un footballeur français évoluant au poste d'avant-centre.

## Biographie
Son club d'origine et de prédilection, auquel lui et son frère Raymond Couard consacrent la plus grande partie de leurs carrières respectives de footballeur, est le Racing Universitaire d'Alger (RUA). Appelé à Paris pour effectuer son service militaire, Roger Couard joue au Racing CF de 1935 à 1938, avant d'intégrer le Havre Athletic Club pour la saison 1938/39. Pendant ses vacances il renforce régulièrement l'équipe de son club d'origine. 
Sa carrière, comme celle de tous les joueurs de son époque, a été perturbée par la Seconde Guerre mondiale à laquelle il a participé. Il reprend son activité de footballeur après la guerre pendant trois ans puis l'arrête pour se tourner vers l'encadrement des jeunes joueurs du RUA et s'occuper davantage de sa famille.